# Aberto de Tênis de Santa Catarina 2024
L'Aberto de Tênis de Santa Catarina 2024 è stato un torneo di tennis professionistico. È stata la 10ª edizione del torneo maschile, facente parte della categoria Challenger 75 nell'ambito dell'ATP Challenger Tour 2024, con un montepremi di 82 000 $. È stata la 1ª edizione del torneo femminile, facente parte della categoria W75 con un montepremi di 60 000 $. Si è giocato dal 1° al 7 aprile 2024 sui campi in terra rossa del Lagoa Iate Clube di Florianópolis, in Brasile.

## Torneo maschile

### Teste di serie
| Nazionalità | Giocatore               | Ranking* | Testa di serie |
| ----------- | ----------------------- | -------- | -------------- |
| Brasile     | Thiago Monteiro         | 110      | 1              |
| Argentina   | Francisco Comesaña      | 115      | 2              |
| Brasile     | Felipe Meligeni Alves   | 134      | 3              |
| Argentina   | Román Andrés Burruchaga | 161      | 4              |
| Argentina   | Genaro Alberto Olivieri | 185      | 5              |
| Francia     | Geoffrey Blancaneaux    | 220      | 6              |
| Francia     | Enzo Couacaud           | 231      | 7              |
| Canada      | Liam Draxl              | 257      | 8              |

* Ranking al 18 marzo 2024.

### Altri partecipanti
I seguenti giocatori hanno ricevuto una wild card per il tabellone principale:
- Pedro Boscardin Dias
- Gustavo Ribeiro de Almeida
- Nicolas Zanellato

Il seguente giocatore è entrato in tabellone come special exempt:
- Daniel Vallejo

I seguenti giocatori sono entrati in tabellone come alternate:
- Eduardo Ribeiro
- Gonzalo Villanueva

I seguenti giocatori sono passati dalle qualificazioni:
- Camilo Ugo Carabelli
- Daniel Cukierman
- Mateo Barreiros Reyes
- Lorenzo Joaquín Rodríguez
- Gabriel Roveri Sidney
- Paulo André Saraiva dos Santos

I seguenti giocatori sono entrati in tabellone come lucky loser:
- Daniel Dutra da Silva
- Juan Carlos Prado Ángelo

## Punti e montepremi
| Torneo    | Torneo              | V     | F     | SF    | QF    | 2T    | 1T  | Q | Q2  | Q1  |
| Singolare | Punti               | 75    | 44    | 22    | 12    | 6     | 0   | 4 | 2   | 0   |
| Singolare | Premi in denaro ($) | 9 880 | 5 820 | 3 450 | 2 000 | 1 165 | 720 | – | 360 | 185 |
| Doppio    | Punti               | 75    | 44    | 22    | 12    | –     | 0   | – | –   | –   |
| Doppio    | Premi in denaro ($) | 4 250 | 2 450 | 1 480 | 880   | –     | 500 | – | –   | –   |

## Campioni

### Singolare maschile
Enzo Couacaud ha sconfitto in finale  João Lucas Reis da Silva con il punteggio di 3–6, 6–4, 7–6(1).

### Singolare femminile
Raluca Șerban ha sconfitto in finale  Séléna Janicijevic con il punteggio di 7–5, 6–2.

### Doppio maschile
Daniel Cukierman /  Carlos Sánchez Jover hanno sconfitto in finale  Lorenzo Joaquín Rodríguez /  Franco Roncadelli con il punteggio di 6–0, 3–6, [10–4].

### Doppio femminile
Maria Kononova /  Maria Kozyreva hanno sconfitto in finale  Katarina Jokić /  Rebeca Pereira con il punteggio di 6–4, 6–3.